# Voyage du pape François en Irak

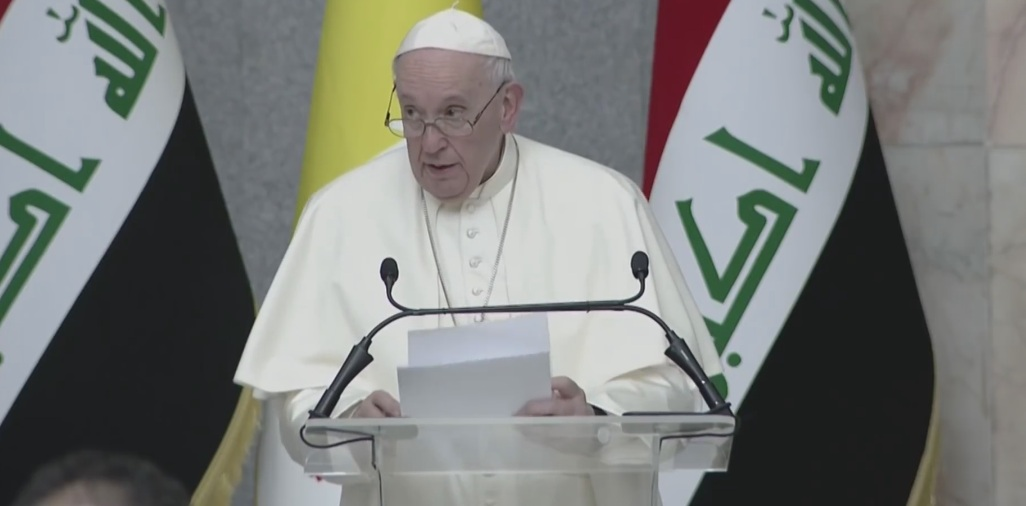
Discours de François au palais présidentiel de Bagdad, le 5 mars 2021.

Le voyage du pape François en Irak a lieu du 5 au 8 mars 2021, le premier d'un pape dans ce pays. À ce titre, il bénéficie d'une importante couverture médiatique. François se rend en Irak à l'invitation du gouvernement irakien et de l'Église catholique chaldéenne, une des Églises catholiques orientales, et avec l'intention de réparer les liens entre les différentes confessions du pays meurtri par la guerre.
Au cours de sa visite, le pape visite les villes d'Ur, de Bagdad, de Nadjaf (où il rencontre l'ayatollah chiite Ali al-Sistani), de Qaraqosh, d'Erbil et de Mossoul.

## Précédente tentative
François n'est pas le premier pape a vouloir se rendre en Irak. En 2000, le pape Jean-Paul II souhaitait se rendre à Ur, ville de naissance d'Abraham dans la Bible. Cette visite devait être la première étape d'un pèlerinage qui l'aurait conduit ensuite en Israël et en Égypte, mais les négociations avec le gouvernement de Saddam Hussein échouèrent. À la place, Jean-Paul II organisa un « pèlerinage virtuel » à Ur, tenu au Vatican, avant de visiter les deux autres pays.

## Préparation
La visite a été accordée à la suite d'une invitation du gouvernement irakien et de l'Église catholique locale.
Les préparatifs de la visite étaient presque terminés au début de l'année 2020, lorsqu'il a rencontré le président irakien, Barham Salih, lors d'une audience au Vatican le 25 janvier de la même année. Le 7 décembre 2020, le directeur de presse du Saint-Siège, Matteo Bruni, a publié une déclaration confirmant que le pape François ferait une visite apostolique après avoir accepté l'invitation de la République d'Irak et de l'Église catholique locale à visiter l'Irak entre le 5 et le 8 mars 2021. C'était sa première visite apostolique depuis novembre 2019 car les voyages ont été annulés en raison de la pandémie de Covid-19 tout au long de l'année 2020. Le pape François a mentionné qu'il arriverait en tant que pèlerin pénitent et prierait pour le pardon après une longue période de conflits interreligieux pendant la guerre civile en Irak. Malgré le fait que l'ambassadeur du Vatican, l'archevêque Mitja Leskovar a contracté la Covid-19 et est resté en isolement, le Pape a voulu voyager en Irak. Au cours de la visite, plusieurs mesures de sécurité ont été prises pour faire face à la pandémie de Covid-19 ainsi qu'aux menaces d'attentats terroristes. La visite à Ali al-Sistani à Najaf a été préparée avec grand soin dont des détails tels que les boissons prises ou la distance sur laquelle le pape François marchera jusqu'à la maison d'al-Sistani. Avant leur arrivée, François, 20 membres de son entourage, et plus de 70 journalistes qui les accompagnaient ont été vaccinés contre le COVID-19.

## Chronologie du voyage

### 5 mars
Le pape François a atterri à Bagdad le 5 mars et s'est adressé à la population irakienne dans un discours télévisé reconnaissant l'importance de l'Irak en tant que berceau des civilisations. À son arrivée à l'aéroport international de Bagdad, le pape a reçu un cadeau de bienvenue d'une réplique d'un travail de Mohammed Ghani Hikmat dépeignant la Passion de Jésus avant sa crucifixion, par le président irakien Barham Salih. Il a également rencontré le Premier ministre irakien Moustafa al-Kazimi et des membres du clerc chrétien.

### 6 mars: Nadjaf, Nassiriya et retour à Bagdad
Le matin du samedi 6 mars, le pape quitte Bagdad pour se rendre à Nadjaf où il doit rencontrer Ali al-Sistani dans la maison de ce dernier. Cet ayatollah iranien, âgé de 90 ans, est la plus importante figure du chiisme en Irak et une des voix les plus influentes du pays. En 2014, il s'était opposé à l'expulsion des chrétiens par l'État islamique. L'entretien entre les deux hommes débute à 9 h et dure une cinquantaine de minutes. Ils discutent des grands défis de leur temps, de leur foi en Dieu et de morale. Sistani déclare : « les chrétiens d’Irak doivent vivre en paix ». À cette occasion, le Premier ministre Moustafa al-Kazimi proclame que désormais, chaque 6 mars sera célébré un « jour de tolérance et de coexistence » en Irak.
En fin de matinée, François arrive à Nassiriya, près des ruines de l'antique Ur. Il y tient une rencontre interreligieuse avec des représentants des multiples confessions du pays : juifs, chrétiens et musulmans mais aussi représentants du bahaïsme, une religion abrahamique, et du yézidisme dont les membres ont été victimes d'un génocide en 2014 perpétré par l'État islamique. Après l'écoute d'une récitation du Coran par un hafiz et d'un chant chrétien sur la Genèse interprété par un prêtre, le pape prononce un discours sur la fraternité.

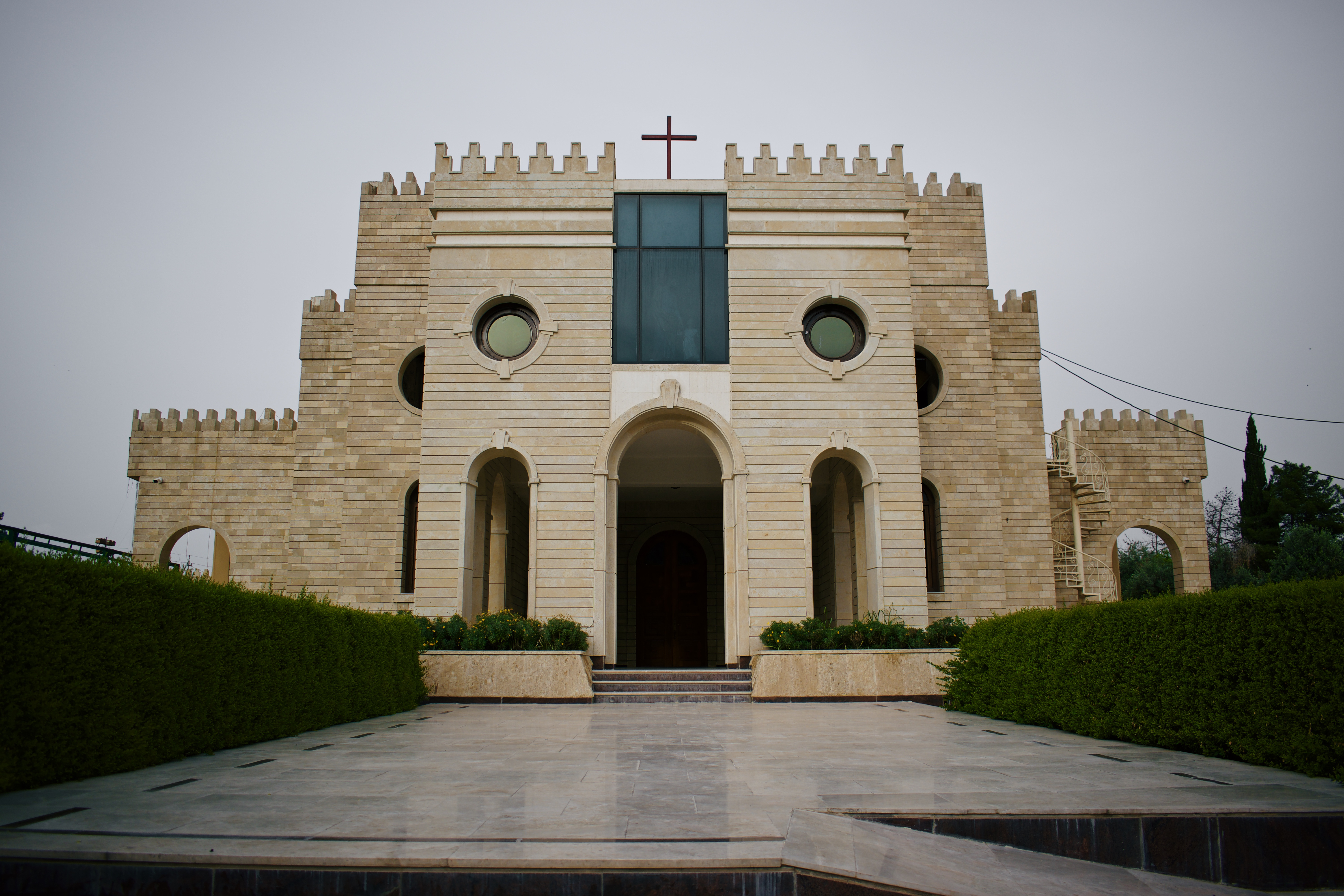
La cathédrale Saint-Joseph des catholiques chaldéens. Le pape y célèbre la messe selon le rite local.

En début d'après-midi, le pape est de retour à Bagdad. Il est reçu en la cathédrale Saint-Joseph de l'Église catholique chaldéenne par le patriarche Louis Raphaël Ier Sako, celui-là même qui fut à l'origine de l'invitation du pape par les autorités irakiennes. François célèbre la messe selon le rite chaldéen, une première pour un pontife romain. En raison de la pandémie de Covid-19, seuls 180 personnes assistent à l'office dont le président Barham Salih et plusieurs ministres. La cérémonie se distingue par son multilinguisme représentatif de celui de l'Irak. Les deux premières lectures, tirées du Livre de la Sagesse et de la Première épître aux Corinthiens, sont faites en arabe, la langue principale des chrétiens d'Irak. Les prières universelles sont dites en anglais, arabe, kurde, soureth et turkmène. L'italien est aussi utilisé.

### 7 mars: Mossoul, Qaraqoch et Erbil
Le pape quitte Bagdad tôt le matin pour se rendre au Kurdistan irakien. À l'aéroport d'Erbil, il rencontre et salue Massoud Barzani, ancien président du gouvernement régional et figure historique du mouvement kurde. François monte ensuite dans un hélicoptère qui l'emmène à Mossoul, la grande ville de la Haute Mésopotamie irakienne et un ancien bastion de la communauté chrétienne. « Capitale » officieuse du califat d'Abou Bakr al-Baghdadi, Mossoul fut occupée de 2014 à 2017 par l'État islamique et libérée au terme de huit mois d'une bataille très destructrice pour toute la ville et en particulier pour le patrimoine chrétien. Les observateurs notent l'émotion du pape à son arrivée. Il prononce quelques mots depuis la place de l'Église : 

« Si Dieu est le Dieu de la vie – et il l’est – il ne nous est pas permis de tuer nos frères en son nom. Si Dieu est le Dieu de la paix – et il l’est – il ne nous est pas permis de faire la guerre en son nom. Si Dieu est le Dieu de l’amour – et il l’est – il ne nous est pas permis de haïr nos frères. »

Entourée de deux croix, l'une faite de poutres tirées des ruines et l'autre offerte par un sculpteur musulman, le pape prononce une prière pour les victimes de la guerre. Il s'attarde devant les ruines de l'église Al-Tahera (en) de l'Église catholique syriaque. Sur le chemin du départ, il fait encore arrêter son cortège pour saluer deux jeunes enfants habitant une maison en ruines.
L'étape suivante de la visite pontificale est la ville à majorité chrétienne de Qaraqoch, l'une des rares du pays. François y est accueilli par un public fourni et il descend l'avenue principale en voiture, entouré d'une garde rapprochée. Sur le chemin, il salue la foule de la main et s'arrête parfois pour bénir des enfants en leur touchant la tête. Le pape est accueilli à l'église de l'Immaculée-Conception au son des youyous pour l'angélus. Avant la célébration, il s'adresse aux chrétiens de tous l'Irak, les appelle à ne pas perdre espoir et à pardonner : « même au milieu des dévastations du terrorisme et de la guerre, nous pouvons voir, avec les yeux de la foi, le triomphe de la vie sur la mort ».
En début d'après-midi et avec une heure de retard, le pape reprend la route d'Erbil en voiture. Il se rend au stade Franso-Hariri pour y célébrer la messe dominicale devant 10 000 fidèles. Sur la route, de nombreuses personnes l'acclament. Cette cérémonie est le sommet de son voyage. On apporte une statue de la Vierge, décapitée par les djihadistes à Karamlech en 2014, et on l'installe devant l'autel. Des victimes de la guerre témoignent devant lui. La pape appelle à « résister à la tentation de chercher à se venger, qui fait s’enfoncer dans une spirale de représailles sans fin ». Les intentions de prières sont lues en anglais, arabe, kurde et dialecte chaldéen (issu de l'araméen).
Devant la ferveur des fidèles, le pape s'enthousiasme : « l’Église en Irak est vivante ! », dit-il à l'assemblée. Après la messe, François remercie le patriarche Gewargis III de l'Église apostolique assyrienne de l'Orient pour sa présence. Cette église n'est pas catholique et appartient à l'ensemble des Églises des deux conciles. Il déclare : « nos martyrs resplendissent ensemble, étoiles dans le même ciel ».
Le pape rencontre ensuite Abdullah Kurdi, le père du petit Alan Kurdi dont la mort en septembre 2015 en mer Égée avait ému l'opinion mondiale. La famille Kurdi, réfugiée de la guerre civile syrienne, tentait d'atteindre la Grèce quand leur embarcation avait chaviré. La mère et les deux garçons, dont Alan, s'étaient noyé. En fin de journée, François rentre à Bagdad en avion.

### 8 mars
Le 8 mars 2021, il a quitté l'Irak depuis Bagdad après avoir rencontré le président irakien Barham Salih lors d'une cérémonie d'adieu.

## Controverse
Pour se souvenir de sa visite dans la région du Kurdistan, le gouvernement régional du Kurdistan a révélé une série de six timbres dont un représentant la tête du pape François entouré d'une carte qui ressemblait à un Grand Kurdistan qui comprend des zones en Turquie, en Iran, en Syrie et en Irak. Cela a conduit à la critique de la Turquie qui a exigé des explications pour cette «grave erreur» et a poursuivi le député kurde du parti démocratique du peuple Berdan Öztürk (en) pour la propagande terroriste pour défendre l'émission du timbre commémoratif. L'Iran a également critiqué le timbre, mentionnant que la carte représentée est contraire au droit international. Les autorités du gouvernement régional du Kurdistan répondant aux critiques ont expliqué que les timbres ne comptaient pas encore avec l'autorisation d'être imprimés.